# 1886 en science-fiction
| Années de la science-fiction : 1883 - 1884 - 1885 - 1886 - 1887 - 1888 - 1889    |
| Décennies de la science-fiction : 1850 - 1860 - 1870 - 1880 - 1890 - 1900 - 1910 |

L'année 1886 a connu, en matière de science-fiction, les faits suivants. 

## Naissances et décès

### Naissances
- 10 mai : Olaf Stapledon, philosophe et écrivain britannique, mort en 1950.

## Parutions littéraires

### Romans
- Robur-le-Conquérant, roman de Jules Verne.
- L'Ève future, roman d'Auguste de Villiers de L'Isle-Adam.